# Apsilocephala longistyla
Apsilocephala longistyla è un insetto dell'ordine dei Ditteri, unica specie del genere Apsilocephala. Sistematicamente era inquadrata, in passato, nella famiglia dei Therevidae, ma attualmente si tende a considerare la sua posizione, nell'ambito della superfamiglia Asiloidea, all'interno di una piccola famiglia, Apsilocephalidae, filogeneticamente correlata ai Therevidae e comprendente altre tre specie.
Della lunghezza di circa 2,5 mm, la forma del corpo è molto allungata e simile a quello delle Asilidae, tranne che per la testa. Il suo habitat naturale sono le zone sabbiose, come spiagge e tutti gli ambienti dove in precedenza era presente dell'acqua. Non è apparentemente un insetto predatore, tranne che nello stato larvale quando si nutre dei cadaveri di altre larve. Le larve si trovano spesso nei tronchi secchi e sotto la sabbia. 